# Japalura kumaonensis
Espèce
Synonymes
- Acanthosaura kumaonensis Annandale, 1907

Japalura kumaonensis est une espèce de sauriens de la famille des Agamidae.

## Répartition
Cette espèce se rencontre dans le nord de l'Inde, au Népal, au Pakistan et au Tibet en République populaire de Chine. 

## Étymologie
Son nom d'espèce, composé de kumaon et du suffixe latin -ensis, « qui vit dans, qui habite », lui a été donné en référence au lieu de sa découverte, la division de Kumaon au Uttarakhand dans le nord de l'Inde.

## Publication originale
- Annandale, 1907 : Lacertilia. in  Reports on a collection of batrachia, reptiles and fish from Nepal and the western Himalayas. Records of the Indian Museum, vol. 1, p. 149-155 (texte intégral).